# Béthon
Béthon ist eine französische Gemeinde mit 306 Einwohnern (Stand: 1. Januar 2022) im Département Sarthe in der Region Pays de la Loire. Sie gehört zum Arrondissement Mamers und zum Kanton Sillé-le-Guillaume. 

## Lage
Nachbargemeinden sind Bérus im Nordwesten, Champfleur im Nordosten, Chérisay im Osten und Oisseau-le-Petit im Süden. Auf der westlichen Seite der Gemeindegemarkung verläuft die Autoroute A28, vereinigt mit der Europastraße 402.

## Bevölkerungsentwicklung
| Jahr      | 1962 | 1968 | 1975 | 1982 | 1990 | 1999 | 2006 | 2015 |
| --------- | ---- | ---- | ---- | ---- | ---- | ---- | ---- | ---- |
| Einwohner | 152  | 142  | 219  | 271  | 274  | 275  | 290  | 334  |

## Sehenswürdigkeiten

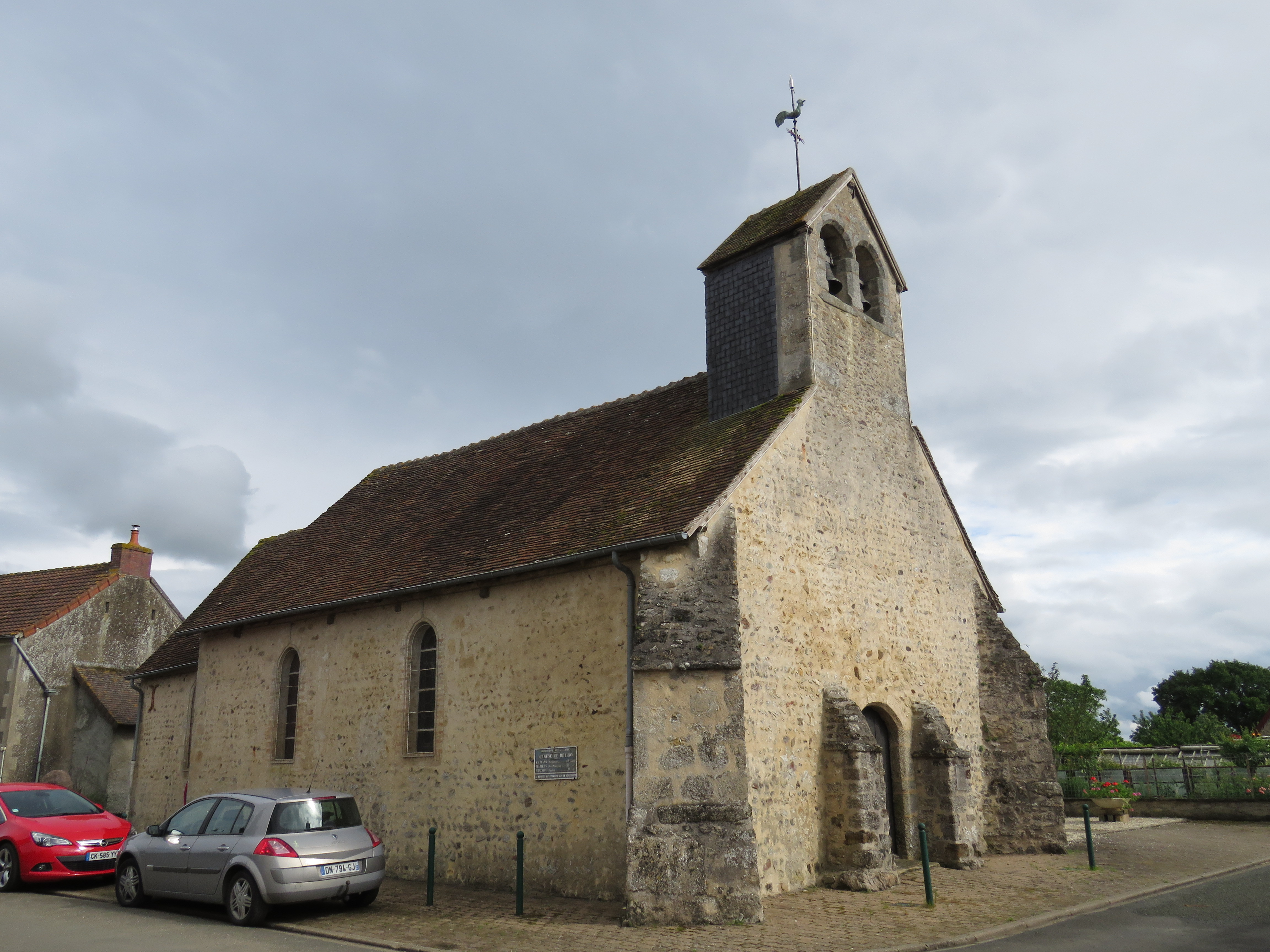
Kirche Saint-Barthélemy
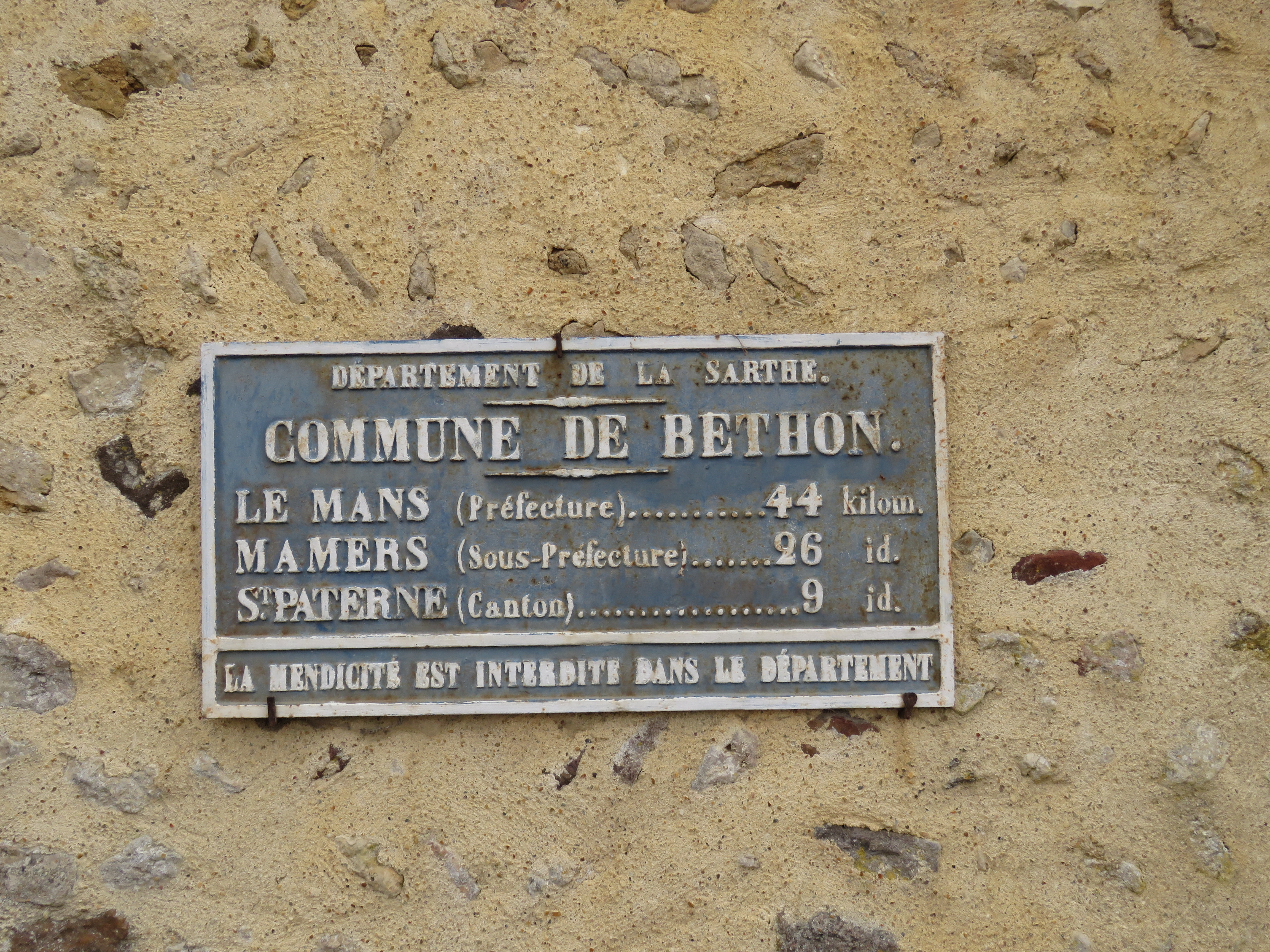
Orientierungstafel über die Gemeinde Béthon an der Kirchenmauer

- Kirche Saint-Barthélemy
- Orientierungstafel über die Gemeinde Béthon an der Kirchenmauer